# 新淀川駅
新淀川駅（しんよどがわえき）は、かつて大阪府大阪市東淀川区（現在の北区）中津にあった阪神急行電鉄（現在の阪急電鉄）宝塚本線の鉄道駅である。宝塚本線・神戸本線の列車が停車していたが、当時は梅田駅 - 十三駅間において神戸本線が宝塚本線と線路を共用していたため、線路名称上は宝塚本線単独駅とされていた。

## 駅概要
箕面有馬電気軌道が1910年（明治43年）3月10日に梅田駅 - 宝塚駅・箕面駅間で営業を開始した際に設置された駅の一つである。長柄運河をまたぐトラス橋の上に、相対式ホーム2面を設置して乗降を取り扱った。
その後1920年（大正9年）には阪急神戸本線も開業し、同線の列車も通るようになった。
1926年（大正15年）7月5日に梅田駅 - 十三駅間に残存した併用軌道を解消すべく建設された高架線が完成・供用を開始するのに先立ち、同月2日に廃止された。駅の役目は新淀川駅の南側に1925年11月4日に開業していた中津駅へと譲られた。

## 歴史
- 1910年（明治43年）3月10日：箕面有馬電気軌道開業により開設。
- 1918年（大正7年）2月4日：箕面有馬電気軌道、阪神急行電鉄と社名改称。
- 1920年（大正9年）7月16日：神戸本線開業、同線の列車が通るようになる。
- 1926年（大正15年）7月2日：高架線完成に先立ち廃止。

## 隣の駅
廃止時点
阪神急行電鉄
宝塚本線
中津駅 - 新淀川駅 - 十三駅